# Melanagromyza viridis
Melanagromyza viridis este o specie de muște din genul Melanagromyza, familia Agromyzidae, descrisă de Frost în anul 1931. Conform Catalogue of Life specia Melanagromyza viridis nu are subspecii cunoscute.